# مبرهنة شفارز
مبرهنة شفارز (نسبة إلى الرياضي الألماني هيرمان شفارز Schwarz)، وتسمى أيضا بمبرهنة كليرو (Clairaut) أو مبرهنة يونغ (Young) هي مبرهنة في التحليل الرياضي حول خصائص المشتقات الجزئية من الدرجة الثانية للدوال المتعددة المتغيرات.

## نص المبرهنة

### مبرهنة
باعتبار فضائين متجهيين معياريين {\displaystyle E} و {\displaystyle F} ومجموعة مفتوحة {\displaystyle {\mathcal {U}}} ضمن الفضاء {\displaystyle E}.
إذا كان التطبيق {\displaystyle f:{\mathcal {U}}\longrightarrow F} قابلا للاشتقاق من الدرجة الثانية في نقطة {\displaystyle a} من {\displaystyle {\mathcal {U}}}
فالتطبيق الثنائي الخطي {\displaystyle \partial ^{2}f(a):E\times E\longrightarrow F} تماثلي.

### لازمة
إذا كانت {\displaystyle f} دالة مستقرها في {\displaystyle \mathbb {R} }، ومعرفة في مجموعة مفتوحة ضمن {\displaystyle \mathbb {R^{n}} }، وقابلة للاشتقاق من الدرجة الثانية في نقطة محددة فمصفوفتها الهيسية متماثلة عند هذه النقطة.

## تاريخ
ذكرت المبرهنة لأول مرة خلال دروس الحساب التفاضلي التي كان يسيرها كارل ويرستراس، في جامعة برلين التقنية، حيث كان هيرمان شفارز يشتغل على أطروحته للدكتوراه تحت إشراف ويرستراس.